# Белякова, Любовь Петровна
Любовь Петровна Белякова (1887—1961) — советский учёный почвовед-мелиоратор, ведущий специалист в области мелиоративного почвоведения и химии почв, доктор сельскохозяйственных наук, профессор. Заслуженный деятель науки Таджикской ССР.

## Биография
Родилась 17 сентября 1887 года в селе Трофимово, Тверской губернии.
С 1904 года после окончания Тверской учительской семинарии на педагогической работе в деревенской школе. С 1906 по 1908 год за революционную пропаганду среди крестьянского населения была приговорена у двухлетнему тюремному заключению, по окончании которого с 1908 по 1917 год находилась под надзором полиции. С 1917 по 1921 год на работе в Центросоюзе, где занималась педагогической работой и участвовала в организации кооперативных обществ. 
С 1921 по 1924 год обучалась в Ленинградском сельскохозяйственном институте. С 1924 по 1933 год находилась на научно-исследовательской работе в научной группе академика К. Д. Глинки, где занималась вопросами в области почвоведения. С 1933 по 1935 год на научно-исследовательской работе в Почвенном институте имени В. В. Докучаева АН СССР в качестве научного сотрудника, где занималась исследованиями в области мелиорации почв.
С 1935 по 1937 год на исследовательской работе в Институте Ленгидропроект в качестве научного сотрудника. С 1937 по 1961 год на научно-исследовательской работе в АН Таджикской ССР, в том числе на Вахшской почвенно-мелиоративной станции в качестве старшего и ведущего научного сотрудника, возглавляла научную группу которая занималась разработкой вопросов роли органического вещества при мелиорации и орошении почв Вахшской долины.

### Научно-педагогическая деятельность и вклад в науку
Основная научно-педагогическая деятельность Л. П. Беляковой была связана с вопросами в области почвоведения и мелиорации, мелиоративного почвоведения и химии почв. Л. П. Белякова занималась исследованиями в области исследований состава тонких фракций почв подзолистого и солонцового типов, занималась изучением химии и мелиорации засоленных почв и просадки лёссовидных грунтов на Северном Кавказе, занималась проблемой повышения плодородия орошаемых почв в Таджикистане, в том числе исследованиями физических, химических и микробиологических свойств этой почвы. Л. П. Белякова занималась так же исследованиями по установлению токсичности солей для сельскохозяйственных культур, а так же исследованиями на влияние механического состава почв на образование структуры этой почвы под воздействием всевозможных биологических и химических реагентов.
В 1944 году защитила диссертацию на соискание учёной степени кандидат биологических наук по теме: «Особенности гумусообразования в Восточно-Европейской тундре», в 1957 году за монографию «Пути повышения плодородия орошаемых почв Южного Таджикистана» без защиты диссертации ей было присвоена учёная степень  доктор сельскохозяйственных наук. В 1960 году ей присвоено учёное звание профессор. Л. П. Беляковой было написано более сорока научных трудов, в том числе монографии, а так же научных статей и публикаций опубликованных в ведущих научных журналах, в том числе в журнале РАН — «Почвоведение». 

## Основные труды
- Значение люцерны в орошаемом хлопководстве / Л. П. Белякова, заслуж. деятель науки Тадж. ССР. - Сталинабад : Изд-во Акад. наук Тадж. ССР, 1952. — 17 с.
- Пути повышения плодородия орошаемых почв Южного Таджикистана в условиях хлопково-люцернового севооборота. - Сталинабад, 1957. — 319 с.
- Агротехника создания мощного пахотного слоя почвы в Таджикистане. - Сталинабад : Изд-во Акад. наук Таджик. ССР, 1958. — 32 с[4]

## Награды
- Орден «Знак Почёта»
- Заслуженные деятели науки Таджикской ССР (1959)
- Премия имени академика В. Р. Вильямса ВАСХНИЛ (1959)[1][2]